# Sukiennice
Cehovska hiša Sukiennice v Krakovu (poljsko Sukiennice, izgovarja se [sukʲɛˈɲit͡sɛ]) na Poljskem je renesančna stavba in ena najbolj prepoznavnih mestnih ikon. Je osrednja značilnost Glavnega trga v zgodovinskem mestnem jedru Krakova, ki je bil leta 1978 uvrščeno na seznam Unescove svetovne dediščine.

## Zgodovina
Včasih je bilo glavno središče mednarodne trgovine. Potujoči trgovci so se tam sestali, da bi se pogovorili o poslu in trgovali. V svoji zlati dobi v 15. stoletju je bila hiša vir različnih eksotičnih izdelkov z vzhoda – začimbe, svila, usnje in vosek, medtem ko je sam Krakov izvažal tekstil, svinec in sol iz rudnika soli Wieliczka.
V neposredni bližini sta do 19. stoletja obstajali Velika tehtalnica in Mala tehtalnica. Druge podobne cehovske hiše so obstajale tudi v drugih poljskih in drugih evropskih mestih, na primer v Ypresu v Belgiji; Braunschweigu v Nemčiji in v Leedsu v Angliji.
Krakov je bil glavno mesto Poljske in je bil med največjimi mesti v Evropi že pred renesanso. Njegov upad pa se je začel s selitvijo prestolnice v Varšavo konec 16. stoletja. Propad mesta so pospešile vojne in politika, ki so konec 18. stoletja privedle do delitve Poljske. Do arhitekturne obnove, ki je bila za Sukiennice predlagana leta 1870 pod avstrijsko oblastjo, je bila večina zgodovinskega mestnega jedra opustošena. Sprememba politične in gospodarske sreče za Kraljevino Galicijo in Lodomerijo je sprožila oživitev zaradi novoustanovljene zakonodajne skupščine ali sejma dežele. Uspešna prenova Sukiennice, zasnovana po načrtu Tomasza Prylińskega in pod nadzorom župana Mikolaja Zyblikiewicza, sejmskega maršala, je bila eden najpomembnejših dosežkov tega obdobja.
Cehovska hiša je skozi stoletja gostila številne ugledne goste in se še vedno uporablja za zabavo monarhov in dostojanstvenikov, kot so Charles, valižanski princ in japonski cesar Akihito, ki so ga tu sprejeli leta 2002. V preteklosti so tu priredili plese predvsem po tem, ko je princ Józef Poniatowski leta 1809 mesto na kratko osvobodil Avstrijcev. Poleg zgodovine in kulturne vrednosti hiša še vedno velja za trgovsko središče.

## Muzej
V zgornjem nadstropju dvorane je muzej Sukiennice, muzejski oddelek Narodnega muzeja v Krakovu. V njem je največja stalna razstava poljskega slikarstva in kiparstva  19. stoletja v štirih velikih razstavnih dvoranah, urejenih po zgodovinskem obdobju in tematiki, ki se razteza v celotno umetniško dobo. Muzej je bil leta 2010 nadgrajen z novo tehnično opremo, shrambami, servisnimi prostori ter izboljšano tematsko postavitvijo razstave.
Galerija poljske umetnosti 19. stoletja je bila glavno kulturno prizorišče od odprtja 7. oktobra 1879. V njej so portreti poznega baroka, rokokoja in klasicizma iz 18. stoletja poljski in tuji predromantiki; umetnost razdeljene Poljske s slovitim Pruskim poklonom Jana Matejka; mitološke in svetopisemske prizore z monumentalno sliko  Neronove bakle Henryka Siemiradzkega, umetnost reprezentativnih članov Mlade Poljske s preloma 20. stoletja, vključno z Jacekom Malczewskim, Józefom Chełmońskim; ugledna impresionista Józef Pankiewicz in Leon Wyczółkowski; slike Wojciecha Gersona in Juliana Falata, pa tudi velika in kontroverzna Ekstaza ali Blaznost zmagoslvja Władysława Podkowińskega med drugimi mojstrovinami.

## Galerija
- Gotske Sukiennice do 1555
- Renesančne Sukiennice do 1879
- Sukiennice leta 1912
- Sukiennice leta 1930
- Sukiennice z vzhoda (s strani cerkve sv. Marije in Mickiewiczevega spomenika)
- Sukiennice s severa
- Sukiennice opoldne
- Sukiennice z zahoda
- Notranjost Sukiennic s stojnicami
- Ena od Guccijevih mask
- Karikatura Mikolaja Zyblikiewicza. Po zasnovi Jana Matejka jo je izdelal Walery Gadomski.
- Nož v Sukiennicach
- Arkadni kapitel na zahodni strani, oblikoval Jan Matejko
- Arkada z vzhoda.
- Netopir na steni Sukiennic